# Дженні Карезі
Дженні Карезі - (справжнє ім'я - Євгенія Карпузі) - грецька актриса театру і кіно.

## Біографія

### Дитячі роки
Євгенія Карпузі народилася в Афінах, Греція, в сім'ї математика і вчительки середньої школи. Вона вчилася під керівництвом Сестер святого Йосипа в приватній французькій школі в Салоніках, а потім в Афінах, під тим самим керівництвом. Вона вільно розмовляла французькою. Коли вона була підлітком, її батько залишив сім'ю, і вона продовжувала жити з матір'ю. Її батько загинув у ДТП в 1971 році.
У 1951 році вона була прийнята до грецького Національного театру (Eθνικό Θέατρο), де вона вчилася в драматичній школі. Драматург Ангелос Терзакіс і режисер Дімітріс Роншеріс були серед її вчителів. Після закінчення школи, в 1954 році, вона відразу ж розпочала гру в головних ролях в театрі, разом з акторами, такими як Алексіс Мінотіс і Катіна Паксіну. 

### Кар'єра
Її дебют був у театрі Маріки Котопулі у французькій комедії, La Belle Helene, з Меліною Меркурі і Василісом Діамантопулос. У 1955 році Карезі дебютувала в кінокомедії Алекоса Сакелларіоса, Latherna, ftoheia kai filotimo в 1955 році,який мав масовий успіх так само, як і його продовження, Laterna, ftoheia kai garyfallo в 1957 році. Для саундтреку до фільму 1959 року To nisi ton genneon вона записала пісню майбутньої премії академії Манос Хадджідакіс, «Min ton rotas ton ourano» ( «Не питайте небо»).
Її кар'єра процвітала в 1960-х роках, коли вона очолювала свою власну театральну трупу в 1961 році і грала головну роль в деяких з найбільш класичних фільмів грецького кіно, як Lola (1964),  Mia trelli ... trelli oikogeneia (1965), Tzeni-Tzeni (1966), і Kontserto gia polyvola (1967). Її найбільший успіх - фільм Ta kokkina fanaria (Червоний ліхтарик, 1963), який був номінований на премію Американської кіноакадемії за найкращий фільм іноземною мовою.
Її останнім фільмом був Lysistrata (1972). Протягом наступного десятиліття, вона продовжувала виступати як продюсер і актриса в таких класичних творах як Who's Afraid of Virginia Woolf?, Medea і Electra. Востаннє вона з'явилася в театрі в 1990 році у п'єсі Лоули Анагностакі Diamonds and the blues; страждаючи від невиліковного раку молочної залози, Дженні Карезі терпіла нестерпний біль і повинна була покинути шоу.

### Особисте життя
У 1962 або 1963 Карезі вийшла заміж за журналіста, Захоса Хадзіфотіу, але цей шлюб закінчився розлученням через два роки. У 1967 році під час зйомок Kontserto gia polyvola, вона зустріла Костаса Казакос,від якого у неї народився син Константінос Казакос. Вони створили популярний дует і репертуар Карезі був перенесений на більш складні та інтелектуальні вистави. Їх привели до в'язниці, де вони провели кілька ночей через виставу To megalo mas tsirko (Наш Великий цирк) в 1973 році, який образив грецьку диктатуру (1967-74 років).

## Смерть
Дженні Карезі померла 27 липня 1992 від раку в своєму будинку і похована на казенний рахунок. Вважають,що їй було 58 років, хоча деякі джерела свідчать, що її вік 56 або 60 років. Тисячі людей були присутні на її похоронах. Після її смерті сім'я Дженні заснувала Фонд Дженні Карезі, який забезпечував паліативну допомогу сім'ям, члени родини яких страждали від невиліковних захворювань для полегшення симптомів хворих, щоб ті могли зустріти свою смерть із гідністю.

## Фільмографія
| РІк  | Фільм                              | Роль                   | Коментар |
| ---- | ---------------------------------- | ---------------------- | --- |
| 1955 | Laterna, ftoheia kai filotimo      | Kaiti                  | |
| 1957 | Dellistavrou kai ios               | Billy Mavrogianni      | |
| 1957 | I theia ap'to Chicago              | Katina Barda           | |
| 1957 | Laterna, ftoheia kai garyfallo     | Kaiti                  | |
| 1958 | To trellokoritso                   | Jenny                  | |
| 1958 | Mia laterna, mia zoi               | Nina                   | |
| 1958 | I limni ton pothon                 | Miranda                | |
| 1959 | To nisi ton genneon                | Dona                   | |
| 1959 | Taxidi me ton erota                | Gianna                 | |
| 1959 | Navagia tis zois                   | Foula                  | |
| 1960 | To koroidaki tis despoinidos       | Julia                  | |
| 1960 | Randevou stin Kerkyra              | Diana Laniti/Mirka     | |
| 1960 | Hristina                           | Hristina               | |
| 1960 | I hionati kai ta 7 gerontopalikara | Alexia/Marina          | |
| 1961 | Poia einai i Margarita             | Margarita Kondostavrou | |
| 1962 | Prodomeni agapi                    | Anna                   | |
| 1962 | I nyfi to skase                    |                        | |
| 1963 | Ta kokkina fanaria                 | Eleni                  | Номінація на премію "Оскар" - Найкращий фільм іноземною мовою Кінофестиваль у Каннах - Grand Prix du Festival International du Film |
| 1964 | Despoinis diefthyntis              | Lila Vasileiou         | |
| 1964 | Lola                               | Lola                   | |
| 1964 | Enas megalos erotas                | Lena                   | |
| 1965 | Mia trelli...trelli oikogeneia     | Mika                   | |
| 1966 | Tzeni Tzeni                        | Tzeni Skoutari         | |
| 1966 | Une balle au coeur                 | Carla                  | |
| 1967 | Ekeinos ki ekeini                  | She                    | |
| 1967 | Kontserto gia polyvola             | Niki                   | |
| 1968 | Enas ippotis gia ti Vasoula        | Vasoula Liontou        | |
| 1968 | Agapi kai aima                     | Fani Geraka            | |
| 1970 | Mia gynaika stin Antistasi         | Anna Kolleti           | |
| 1971 | Manto Mavrogenous                  | Manto Mavrogenous      | |
| 1972 | Erotiki symfonia                   | Eirini/Betty Stergiou  | продюсер і письменниця |
| 1972 | Lysistrati                         | Lysistrati             | Міжнародний кінофестиваль в Салоніках - Найкраще виробництво                                                                        |

## Додаткові посилання
- Tzeni Karezi at the Internet Movie Databas
- Tzeni Karezi [Архівовано 24 вересня 2015 у Wayback Machine.] at Find a Grave
- Video [Архівовано 3 квітня 2017 у Wayback Machine.] on YouTube